# ニルス (デンマーク王)

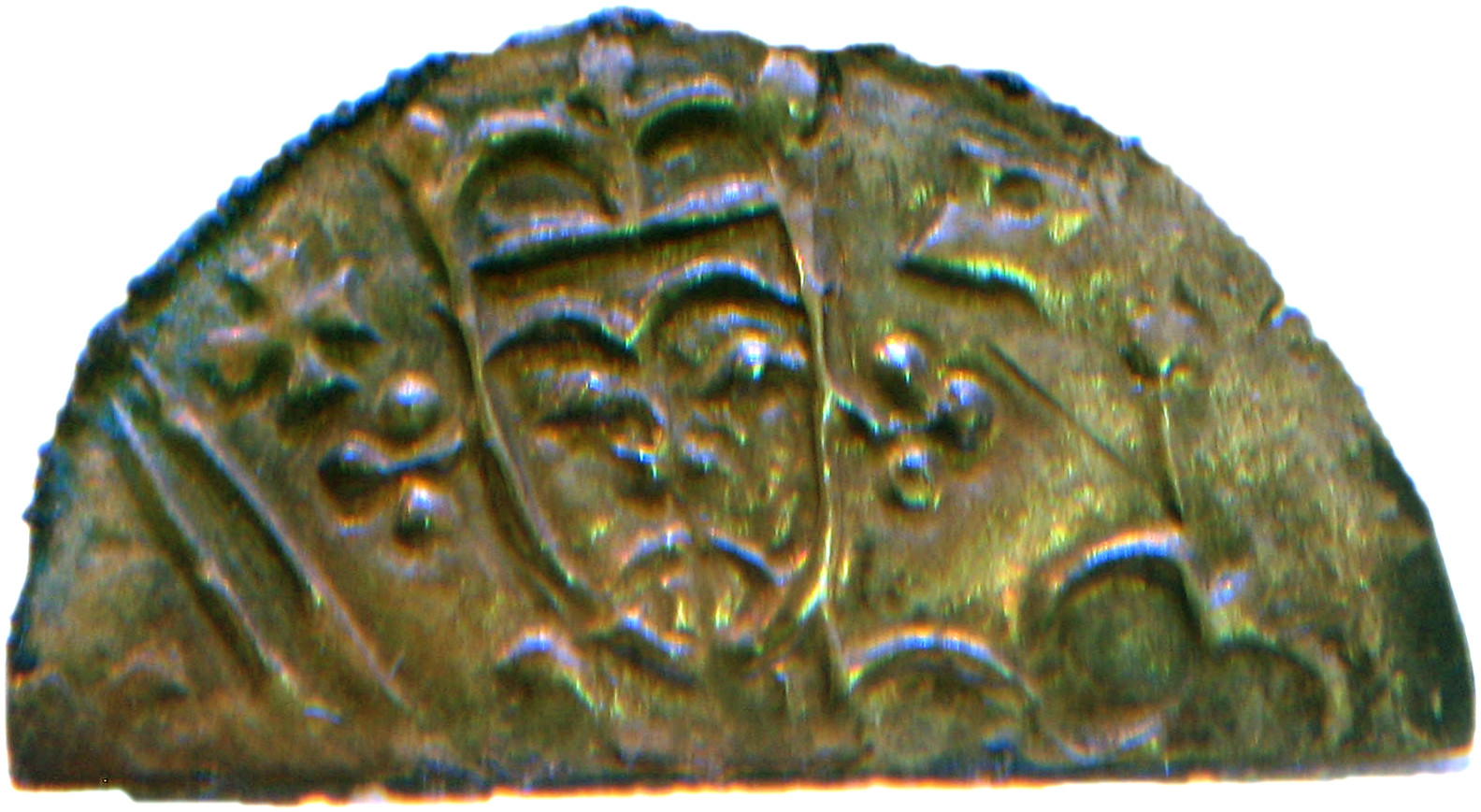
ニルスの肖像が刻まれたコイン

ニルス（デンマーク語：Niels, 1065年ごろ - 1134年6月25日）は、デンマーク王（在位：1104年 - 1134年）。スヴェン2世の末息子とみられ、兄エーリク1世の跡を継いでデンマーク王となった。兄クヌーズ4世の列聖を後押しし、王位継承におけるライバルであったクヌーズ・レーヴァートを殺害した息子マグヌス1世を支援した。ニルスの支配は聖職者に支持された。内戦により殺害され、甥エーリク2世イムーネが王位を継承した。

## 生涯
ニルスはスヴェン2世と名前不詳の愛妾の間に庶子として1065年ごろに生まれた。ニルスの兄のうち4人がニルスの前にデンマーク王位についた。ニルスは1086年に兄オーロフ1世の代わりにフランドルに派遣されたときに初めて確認される。1103年7月に兄エーリク1世が巡礼中に死去し、翌年エーリク1世の生存する唯一の兄弟であったニルスが、エーリク1世が後継者として選んだハーラル・ケシャをさしおいてデンマーク王位についた。1105年にスウェーデン王インゲ1世の娘マルガレータ・フレドクッラと結婚した。マルガレータはニルスの治世においてかなりの影響力を行使したとみられている。
ニルスの治世のほとんどの期間、デンマーク国内は平和であった。同年代の年代記『Chronicon Roskildense』はニルスについて有能な君主ではないが穏やかで愛想のよい人物であると記している。彼は従士（Hird）の制度改革を行い、従士を軍隊と徴税を担当する行政部門に分けた。また、娘婿のウッベ・エズバーンセン、兄エーリク1世の子で甥のエーリク（イムーネ）やクヌーズ・レーヴァートなどの親族をヤールとした。ニルスは、オーデンセの聖職者に贈り物をすることで、兄クヌーズ4世の列聖を後押しし、教会の助けにより君主制の権力と影響力を拡大しようとした。しかし、ニルスはシェラン島の貴族の完全な支持を得られなかったともみられる。また、ニルスはポーランドと同盟を結んでヴェンド人に対する遠征を行った。1125年、ニルスの息子マグヌスがスウェーデン王に即位しマグヌス1世となった。
妃マルガレータが1129年ごろに死去し、息子マグヌスは1130年にスウェーデン王位から追われた。国内の平和が26年間続いた後、息子マグヌスと従兄弟クヌーズ・レーヴァートの間で争いが勃発した。クヌーズ・レーヴァートは自身がヤールをつとめたシュレースヴィヒ公国内で人気があり、ニルスの継承者と見なされていた。1131年1月7日、マグヌスはリングステズのすぐ北にあるハーラルステズ近くでクヌーズ・レーヴァートを殺害した。ニルスは当初マグヌスを非難したが、最終的にはマグヌスを支持し、ニルスとクヌーズの異母兄エーリク（イムーネ）の支持者との間で内戦が続いた。ニルスはユトランドにおいて最も強力な支持基盤を持っており、教会もニルスを支持していた。ニルスはデンマークのスコーネのルンド大司教区をドイツのハンブルグ・ブレーメン大司教区に従属させることに同意することにより神聖ローマ帝国からの支持を確保したが、これはルンド大司教アッサーのエーリク支持につながった。
エーリクはデンマークでほとんど勢力を伸ばすことなく、1134年にスコーネをめぐる戦いに移った。ニルスとマグヌスは1134年6月にスコーネのフォテヴィク湾に上陸し、エーリクを決定的に倒そうとした。1134年6月4日のフォテヴィクの戦いにおいて、ニルスとマグヌスはエーリク側のドイツの騎馬隊に敗北した。ニルスは逃れたが、マグヌスは殺害された。ニールスは神聖ローマ皇帝ロタール3世に保護を求めたが、シュレースヴィヒの町を通過することはなかった。ニルスは警告にもかかわらず、1134年6月25日にクヌーズ・レーヴァートの旧領に足を踏み入れた。「皮なめし職人や靴屋を恐れるべきか？」とニルスは言ったといわれている。ニルスは聖職者に迎えられたが、町の人々はニルスに背を向け、ニルスとその前衛は王宮に到着する前に殺害された。スヴェン2世の息子たちによる約60年間の治世は、ニルスが倒れエーリク2世が王になったときに終わった。

## 子女
ニルスは1105年にスウェーデン王インゲ1世の娘マルガレータ・フレドクッラと結婚した。マルガレータが1128年か1129年に死去した後、ニルスはウルヴヒル・ホーコンスダッタと結婚した。ウルヴヒルはスウェーデン王インゲ2世の未亡人で、後にスウェーデン王スヴェルケル1世と結婚した。ニルスはマルガレータとの間に2男をもうけた。
- インゲ・ニルスン - 幼少時に死去[2]
- マグヌス1世（1106年頃 - 1134年） - スウェーデン王

また、庶子を1人もうけた。
- イングリズ - クヌーズ大王の子孫ウッベ・エズバーンセンと結婚[2]